# Xestoblatta hoplites
Xestoblatta hoplites är en kackerlacksart som beskrevs av Morgan Hebard 1921. Xestoblatta hoplites ingår i släktet Xestoblatta och familjen småkackerlackor.
Artens utbredningsområde är Costa Rica. Inga underarter finns listade i Catalogue of Life.